# پانتلیتس
پانتلیتس (به آلمانی: Pantelitz) یک شهر در آلمان است که در فرپومرن-روگن واقع شده‌است. پانتلیتس ۷۴۷ نفر جمعیت دارد.